# 霍尔迪·努涅斯
霍尔迪·努涅斯（西班牙語：Jordi Nuñez，1968年9月19日—），西班牙男子手球运动员。他曾代表西班牙国家队参加1996年和2000年夏季奥林匹克运动会手球比赛，获得二枚铜牌。